# Verbandsgemeinde An der Finne
La comunità amministrativa An der Finne (Verbandsgemeinde An der Finne) si trova nel circondario Burgenlandkreis nella Sassonia-Anhalt, in Germania.

## Suddivisione
Comprende 2 città e 5 comuni:
- An der Poststraße
- Bad Bibra (città)
- Eckartsberga (città)
- Finne
- Finneland
- Kaiserpfalz
- Lanitz-Hassel-Tal

Capoluogo e centro maggiore è Bad Bibra.